# John C. Kunkel

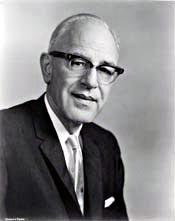
John C. Kunkel

John Crain Kunkel (* 21. Juli 1898 in Harrisburg, Pennsylvania; † 27. Juli 1970 ebenda) war ein US-amerikanischer Politiker. Zwischen 1939 und 1951 sowie nochmals von 1961 bis 1966 vertrat er den Bundesstaat Pennsylvania im US-Repräsentantenhaus.

## Werdegang
John Kunkel entstammte einer bekannten Politikerfamilie. Er war der Enkel des Kongressabgeordneten John Christian Kunkel (1816–1870). Außerdem gehörten weitere Politiker zu seinen Vorfahren, darunter John Sergeant (1779–1852), Jonathan Dickinson Sergeant (1746–1793) und Robert Whitehill (1738–1813). Er besuchte die Harrisburg Academy und danach die Phillips Academy in Andover (Massachusetts). Daran schloss sich bis 1916 ein Studium an der Yale University an. Während des Ersten Weltkrieges diente er im Students’ Army Training Corps. Nach einem Jurastudium an der Harvard University und seiner 1926 erfolgten Zulassung als Rechtsanwalt begann er in diesem Beruf zu arbeiten. Außerdem war er als Bankier und Farmer tätig. Politisch schloss er sich der Republikanischen Partei an.
Bei den Kongresswahlen des Jahres 1938 wurde Kunkel im 19. Wahlbezirk von Pennsylvania in das US-Repräsentantenhaus in Washington, D.C. gewählt, wo er am 3. Januar 1939 die Nachfolge des Demokraten Guy J. Swope antrat. Nach fünf Wiederwahlen konnte er bis zum 3. Januar 1951 sechs Legislaturperioden im Kongress absolvieren. Seit 1945 vertrat er dort den 18. Distrikt seines Staates. Bis 1941 wurden die letzten New-Deal-Gesetze der Roosevelt-Regierung verabschiedet, denen Kunkels Partei eher ablehnend gegenüberstand. Seit 1941 war auch die Arbeit des Kongresses von den Ereignissen des Zweiten Weltkrieges geprägt. Danach bestimmte der Kalte Krieg die amerikanische Außenpolitik.
Im Jahr 1950 verzichtete Kunkel auf eine weitere Kandidatur für das US-Repräsentantenhaus. Stattdessen strebte er erfolglos die Nominierung seiner Partei für die Wahlen zum US-Senat an. Zwischen 1952 und 1966 übte er das Amt des County Commissioner im Dauphin County aus. Nach dem Tod des Abgeordneten Walter M. Mumma wurde Kunkel bei der fälligen Nachwahl für den 16. Sitz von Pennsylvania als dessen Nachfolger in das US-Repräsentantenhaus gewählt, wo er am 16. Mai 1961 sein neues Mandat antrat. Nach zwei Wiederwahlen konnte er bis zu seinem Rücktritt am 30. Dezember 1966 im Kongress verbleiben. In diese Zeit fielen unter anderem der Beginn des Vietnamkrieges und der Höhepunkt der Bürgerrechtsbewegung. 1966 verzichtete Kunkel auf eine weitere Kandidatur. Sein Rücktritt am 30. Dezember dieses Jahres erfolgte wenige Tage vor dem Ablauf der Legislaturperiode am 3. Januar 1967. John Kunkel starb am 27. Juli 1970 in Harrisburg, wo er auch beigesetzt wurde.